# Creedence Clearwater Revival
Creedence Clearwater Revival (včasih okrajšano kot Creedence ali CCR) je bila ameriška rock skupina s konca 1960. in začetka 1970. let. Sestavljali so jo frontman John Fogerty, njegov brat Tom Fogerty na ritem kitari, basist Stu Cook in bobnar Doug Clifford. Skupina je igrala  roots rock in swamp rock, čeprav so izvirali iz območja San Francisca, so privzeli južnjaški stil ter peli o temah, kot so Misisipi, močvirja ipd. Za razliko od številnih drugih popularnih rock skupin tistega obdobja v njihovi glasbi skoraj ni bilo elementov psihedelike, temveč so se zavestno usmerili h koreninam rocka, na kar namiguje beseda »revival« v imenu.
Skupina je konec 1960. let dosegla izjemno priljubljenost v ZDA, leta 1969 so bili tako prodajno uspešnejši od The Beatles. V tem času so intenzivno nastopali v živo, med drugim na Woodstocku, in izdajali hit za hitom, a so se že po nekaj letih pokazala razhajanja med člani, predvsem zaradi dominance frontmana Johna Fogertyja, ki je prispeval veliko večino besedil in imel glavno besedo pri vseh odločitvah. Leta 1971 je odšel Tom Fogerty, CCR so po tistem izdali še en album, nato pa prenehali z delovanjem. Desetletja po tistem je zaznamovala tudi frontmanova dolgotrajna sodna bitka z založbo Fantasy Records za avtorske pravice in honorarje.
Njihovi številni uspešni singli, kot so »Proud Mary«, »Down on the Corner«, »Suzie Q« in »Bad Moon Rising«, so še danes redno na radijskem sporedu postaj v ZDA in tujini ter uporabljeni kot glasbena podlaga za filme in druga dela. Skupina je kljub kratkemu obdobju delovanja posnela 20 skladb, ki so se uvrstile med 20 najbolj prodajanih singlov v ZDA. Samo v domovini so Creedence Clearwater Revival prodali 26 milijonov izvodov albumov.

## Zasedba in diskografija
| Čas                 | Zasedba | Izdaje |
| ------------------- | --- | --- |
| 1967 – februar 1971 | - John Fogerty – glavni vokal, kitara, orglice, klaviature, saksofon - Tom Fogerty – ritem kitara, spremljevalni vokal, klavir - Stu Cook – bas kitara, spremljevalni vokal, klaviature - Doug Clifford – bobni, tolkala, spremljevalni vokal | - Creedence Clearwater Revival (1968) - Bayou Country (1969) - Green River (1969) - Willy and the Poor Boys (1969) - Cosmo's Factory (1970) - Pendulum (1970) |
| 1971–1972           | - John Fogerty – glavni vokal, kitara, klaviature, orglice - Stu Cook – bas kitara, glavni in spremljevalni vokal, klaviature, kitara - Doug Clifford – bobni, tolkala, glavni in spremljevalni vokal                                         | - Mardi Gras (1972) |